# Marina Barrage
Marina Barrage és una presa d'aigua a Singapur construïda en la confluència de cinc rius, a través del Marina Channel entre Marina Est i Marina Sud. Ideada el 1987 per Lee Kuan Yew, es va començar la construcció de la presa el 22 de març de 2005, i fou inaugurada oficialment el 31 d'octubre de 2008 com a 15è embassament de Singapur. Proporciona emmagatzematge d'aigua, control d'inundacions i activitats recreatives. Va guanyar un Premi de l'Acadèmia Americana d'Enginyers Mediambientals l'any 2009.

## Objectius
Aquest projecte, valorat en 3000 milions de dòlars de Singapur (aproximadament 2000 milions d'euros), converteix Marina Bay i Kallang Basin en un nou embassament. Proporciona subministrament d'aigua corrent, control d'inundacions i una nova atracció turística.
Amb el seu propòsit de mantenir-se aïllada de l'aigua de mar, aquesta presa forma el 15è embassament de Singapur i el primer de la ciutat. Aquest projecte, juntament amb els futurs embassaments de Punggol i Serangoon, incrementarà l'extensió d'aigua dolça de Singapur fins a ser una sisena part del total de la seva àrea terrestre.
Marina Barrage també actua com una barrera contra les marees, ajudant així a evitar les inundacions en les parts baixes de la ciutat com Chinatown, Jalan Besar i Geylang.
Quan plou amb intensitat durant la marea baixa, les comportes hidràuliques s'abaixen per alliberar l'excés d'aigua de l'embassament costaner cap al mar. Si plou amb intensitat durant la marea alta, les comportes hidràuliques es mantenen tancades, i s'activen les bombes d'aigua que expulsen l'aigua excedent cap al mar.
Com que l'aigua de Marina Basin no es veu afectada per les marees, el seu nivell d'aigua es manté de forma constant, fent que sigui ideal per a la pràctica de tota mena d'activitats recreatives, com la navegació, windsurf, caiac i l'ús de bots dragó.

## Impacte
La construcció de Marina Barrage va requerir la reubicació del Clifford Pier des de Collyer Quay fins a Marina South.
Amb el temps, ha esdevingut una atracció turística. Marina Barrage està obert les 24 hores del dia els 7 dies de la setmana. El taulell d'informació roman obert des de les 9 del matí fins a les 9 del vespre de manera diària. S'hi poden contractar excursions per a un màxim de 80 persones al Centre de Visitant, amb antelació a l'arribada.
A partir de l'any 2012, acull de manera anual l'EOY Cosplay Festival.

## Guardons
Marina Barrage va guanyar el Premi Superior als Premis Anuals Luncheon de l'AAEE (Acadèmia Americana d'Enginyers Mediambientals), l'honor més gran de la competició per a la millor candidatura, celebrats a Washington DC, EUA, el 6 de maig de 2009. El projecte de Marina Barrage va vèncer a les altres 33 candidatures, i va esdevenir així el segon projecte fora dels EUA a guanyar el premi, en l'última dècada.

## Galeria

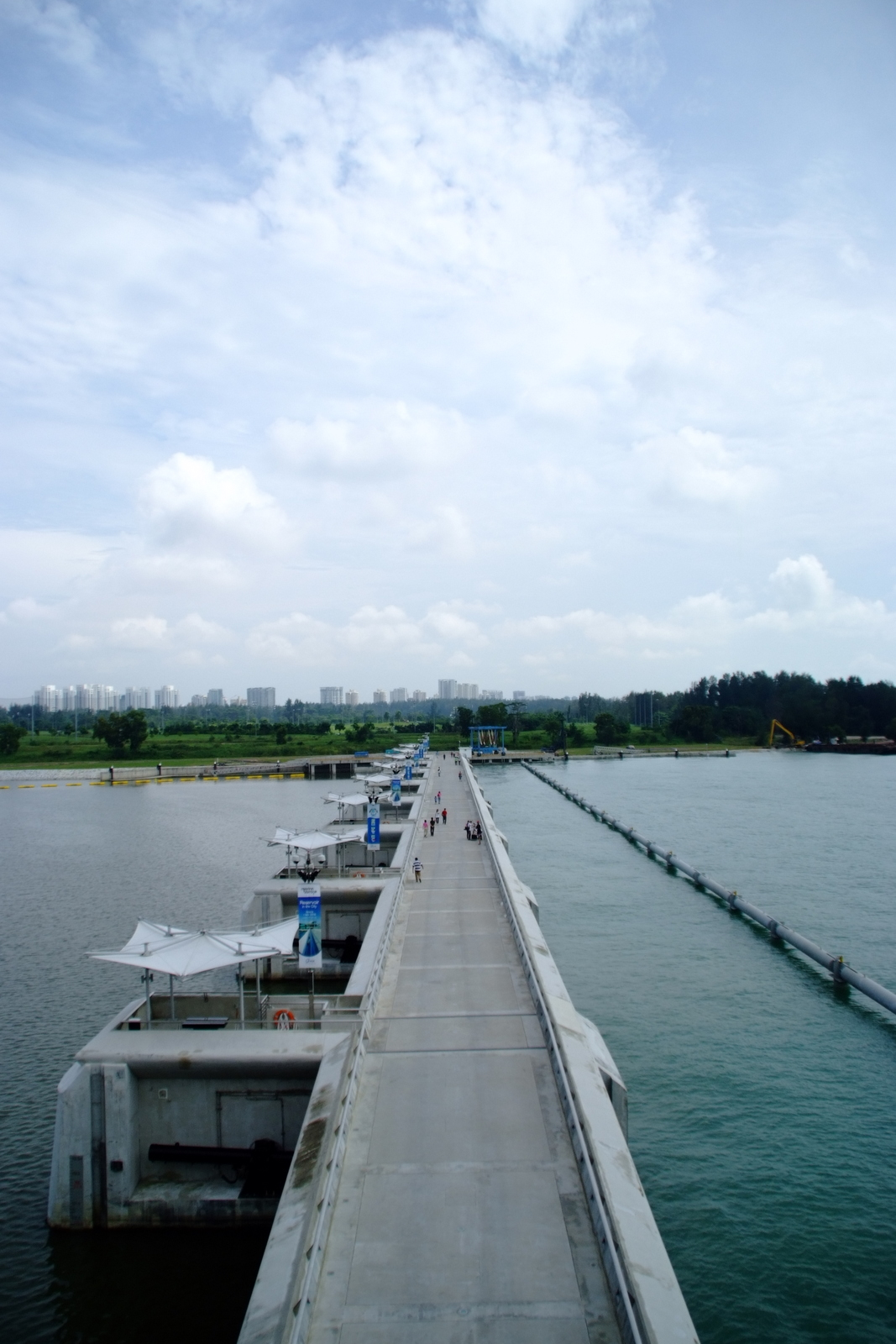
El pont dona suport a les comportes hidràuliques que controlen el cabal d'aigua
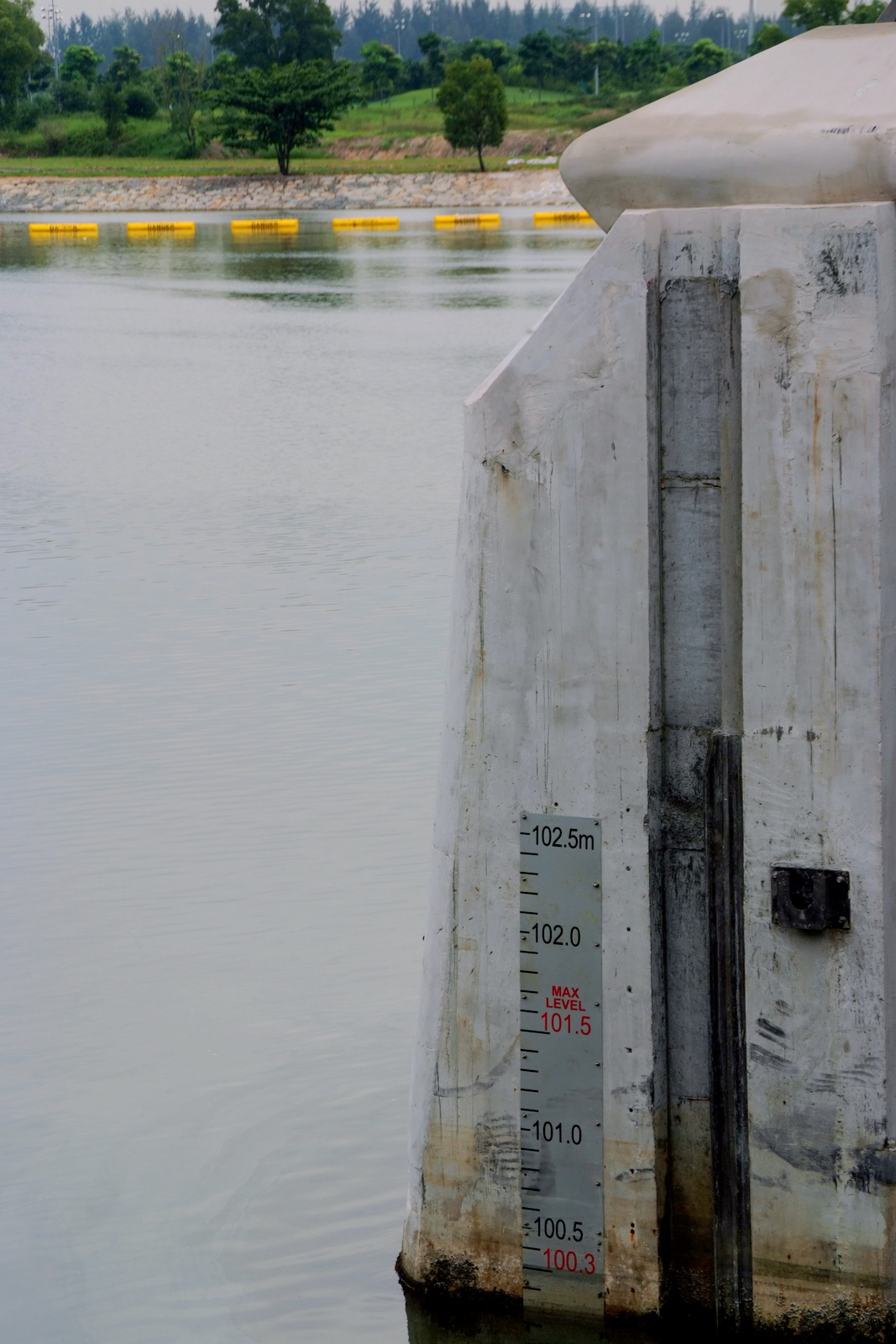
Marques de profunditat presents als molls d'observació
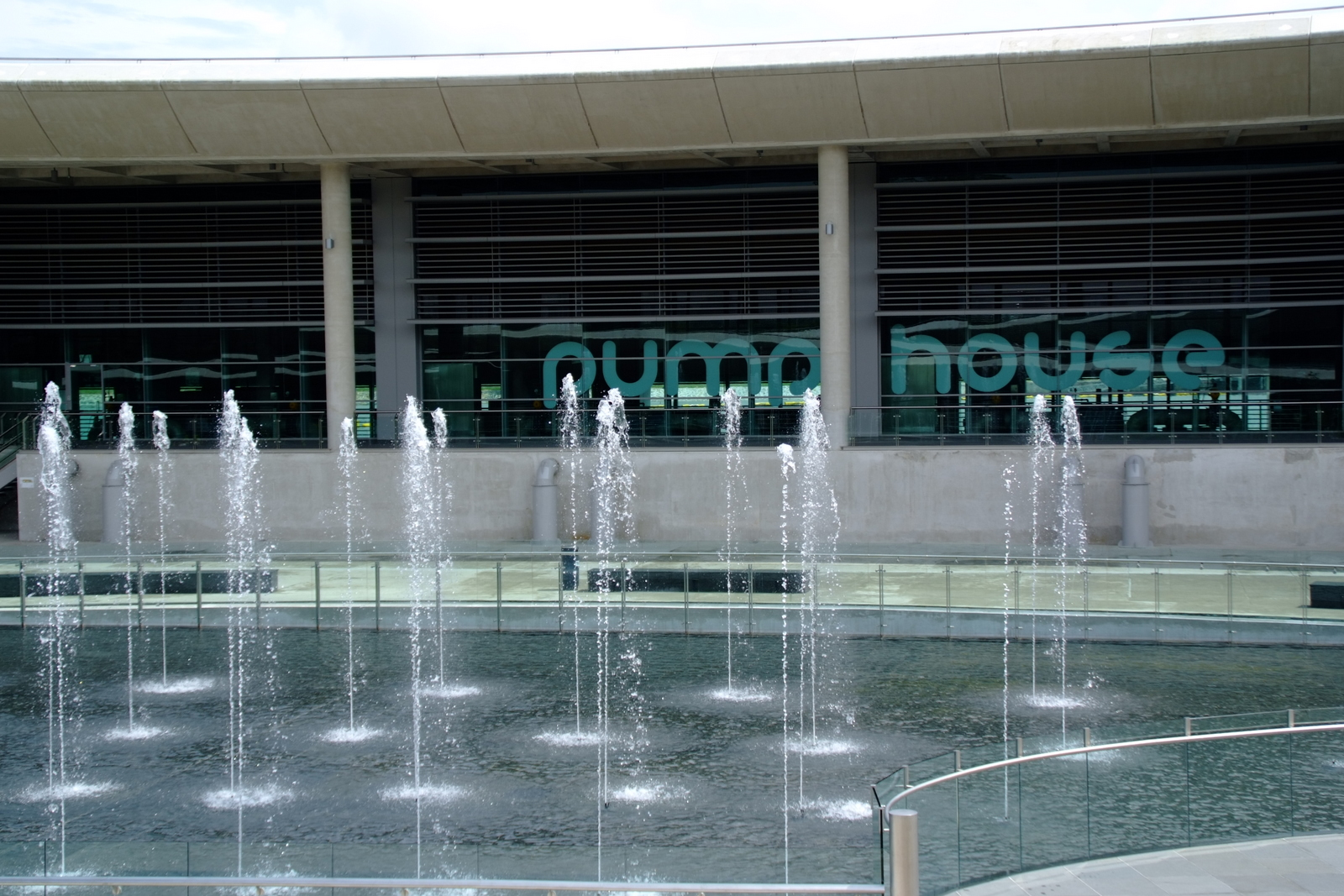
Estació de bombeig que conté les set grans bombes d'aigua
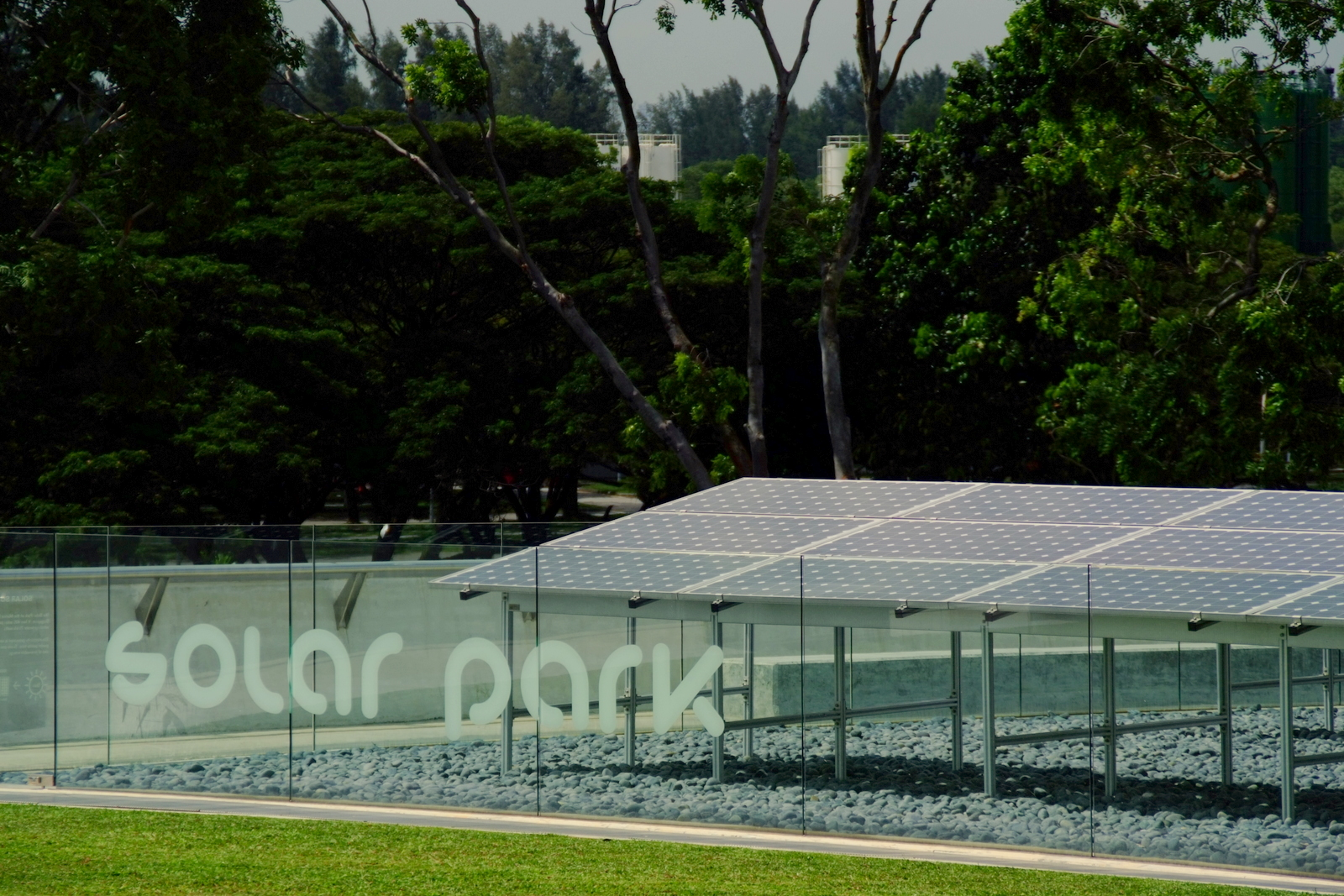
El Parc Solar que proporciona energia elèctrica addicional
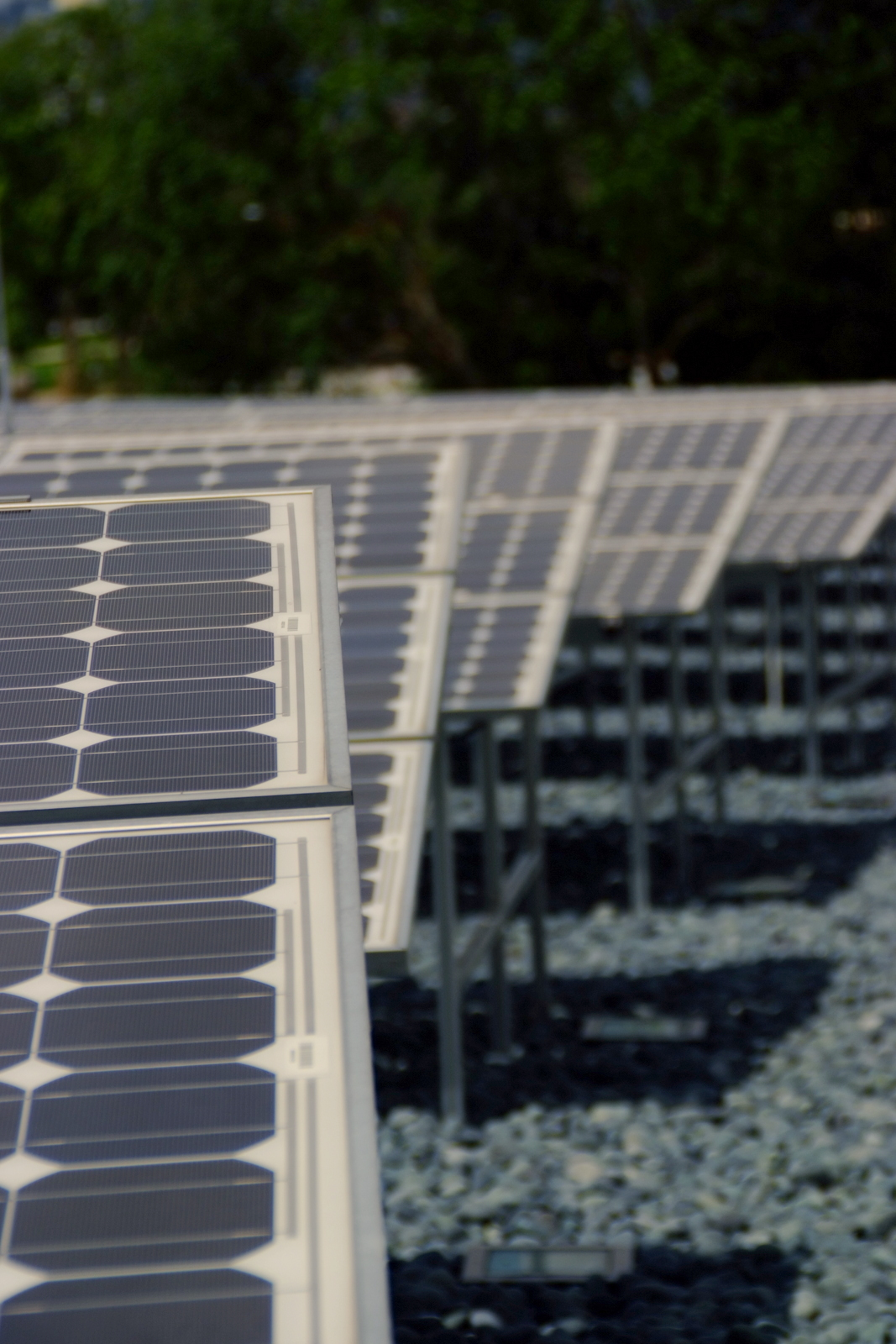
Panells solars del Parc Solar
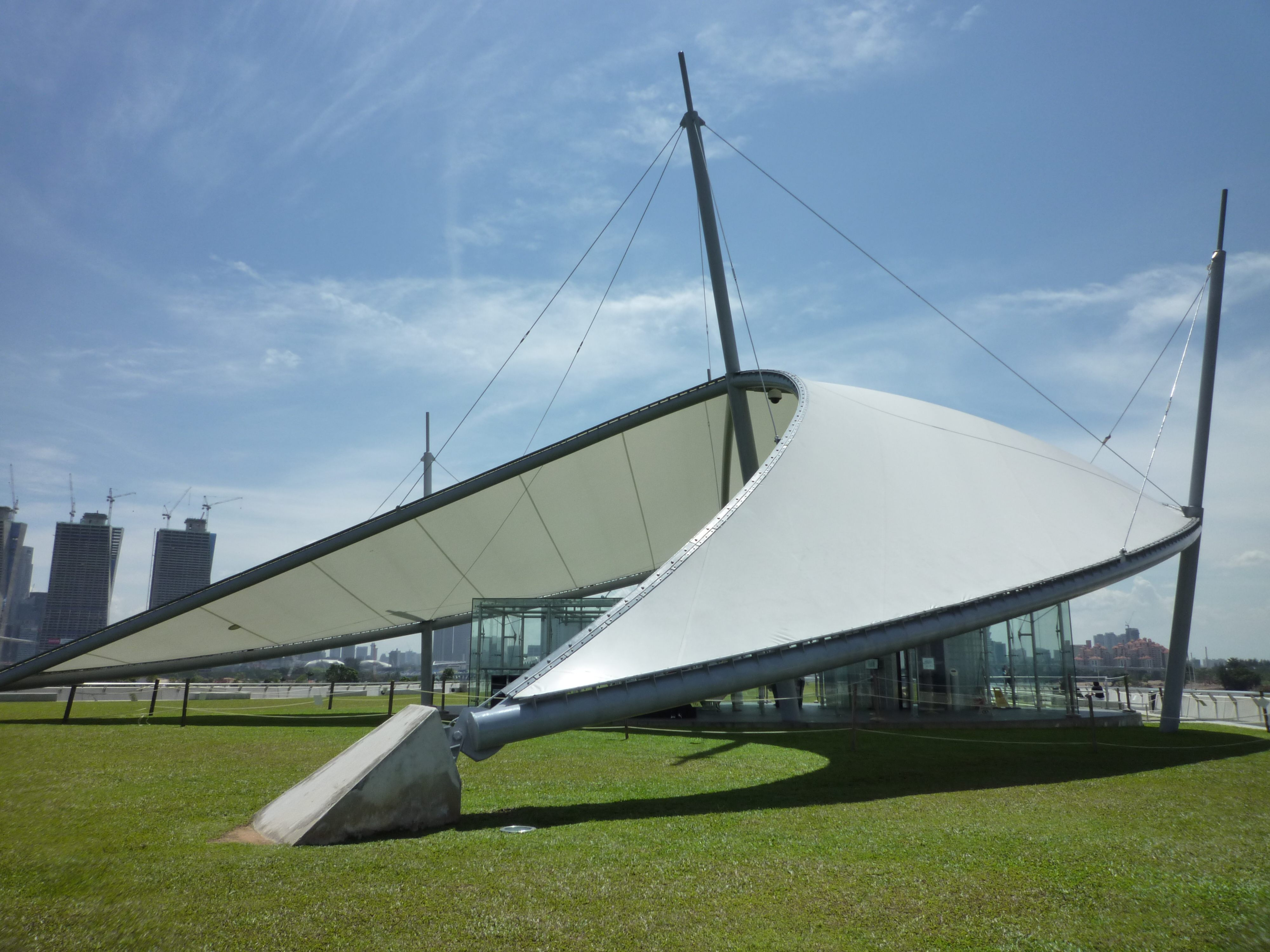
Sostre verd
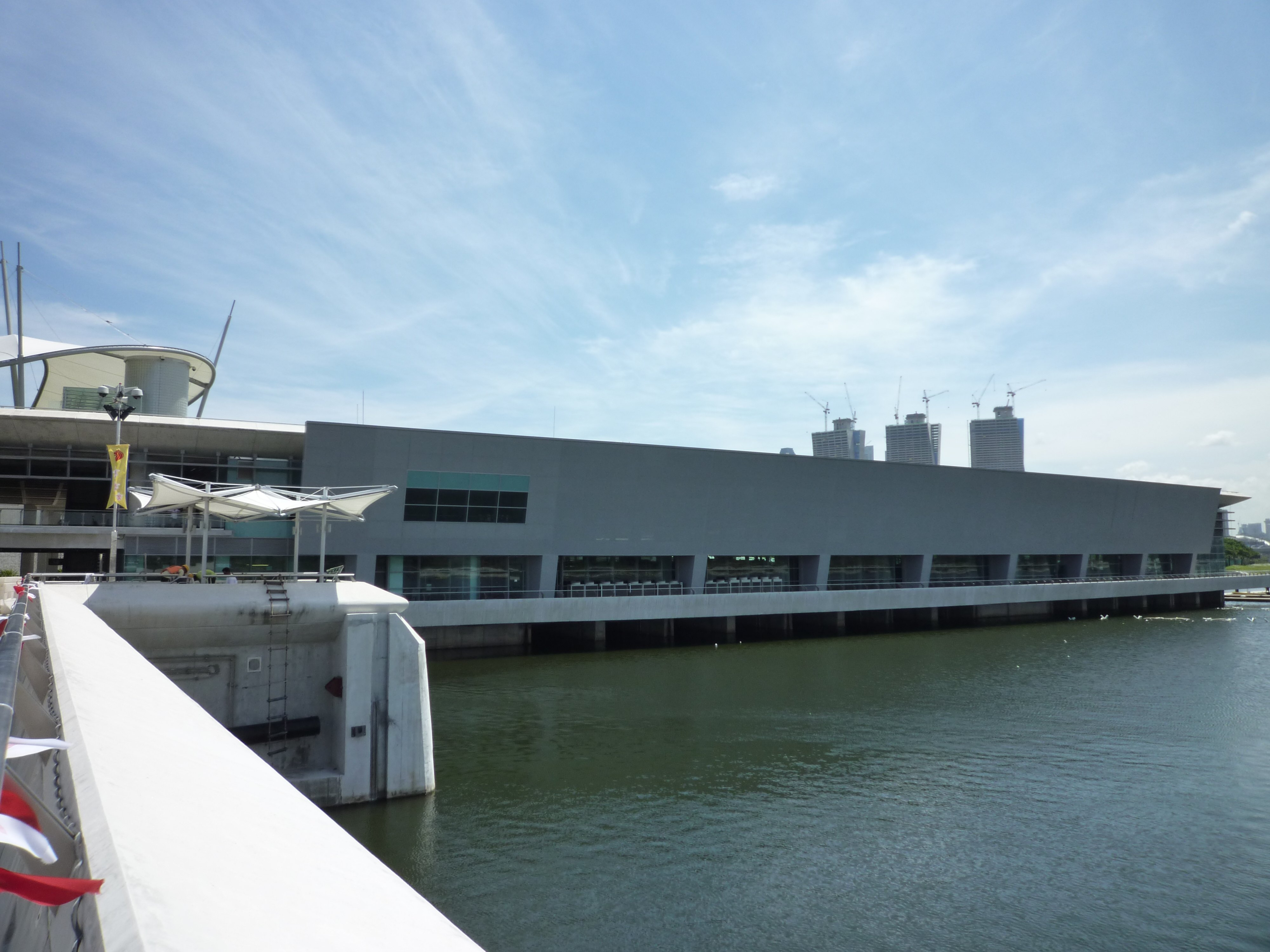
Estació de bombeig
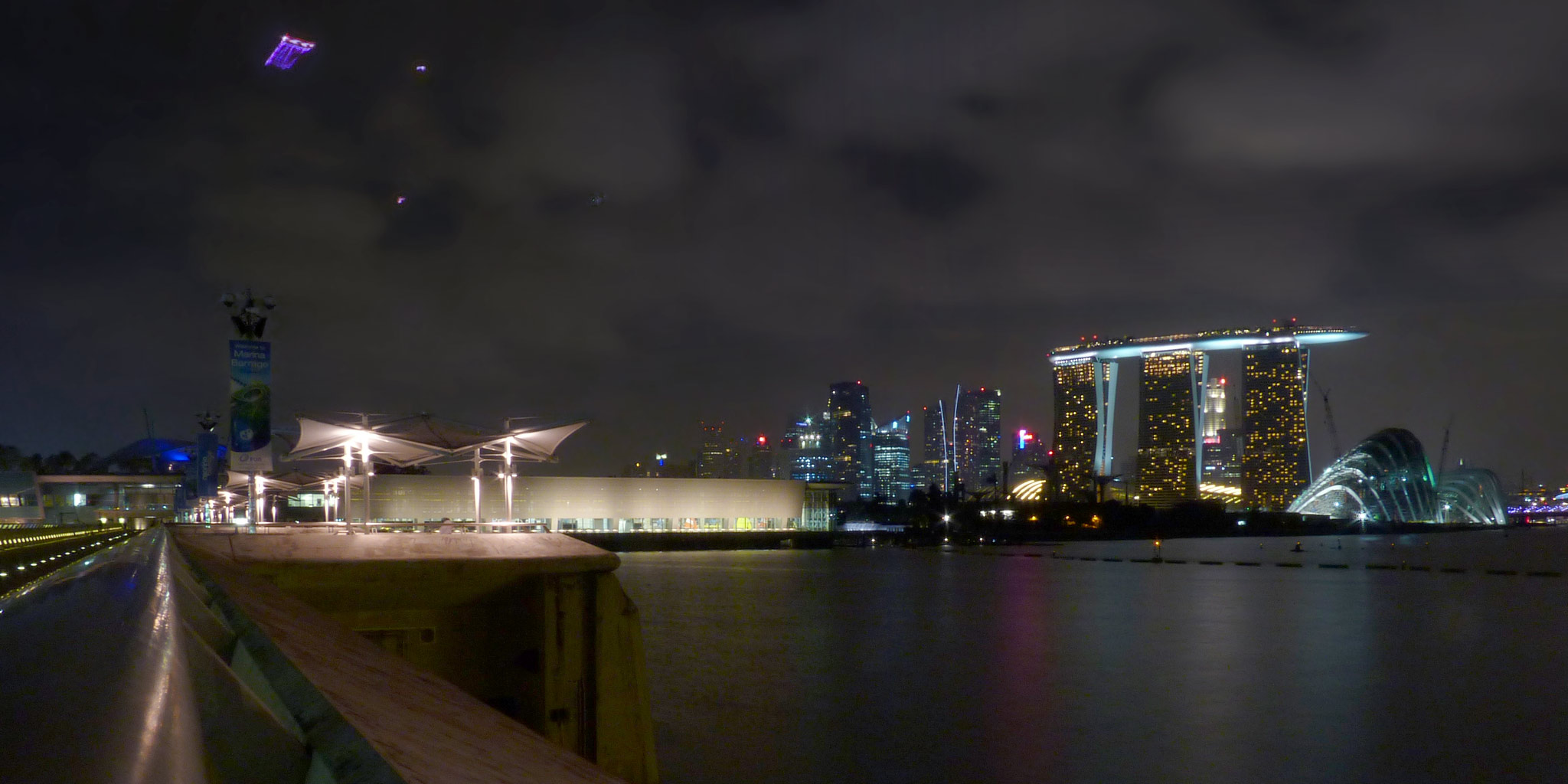
Marina Barrage vista des del costat Est
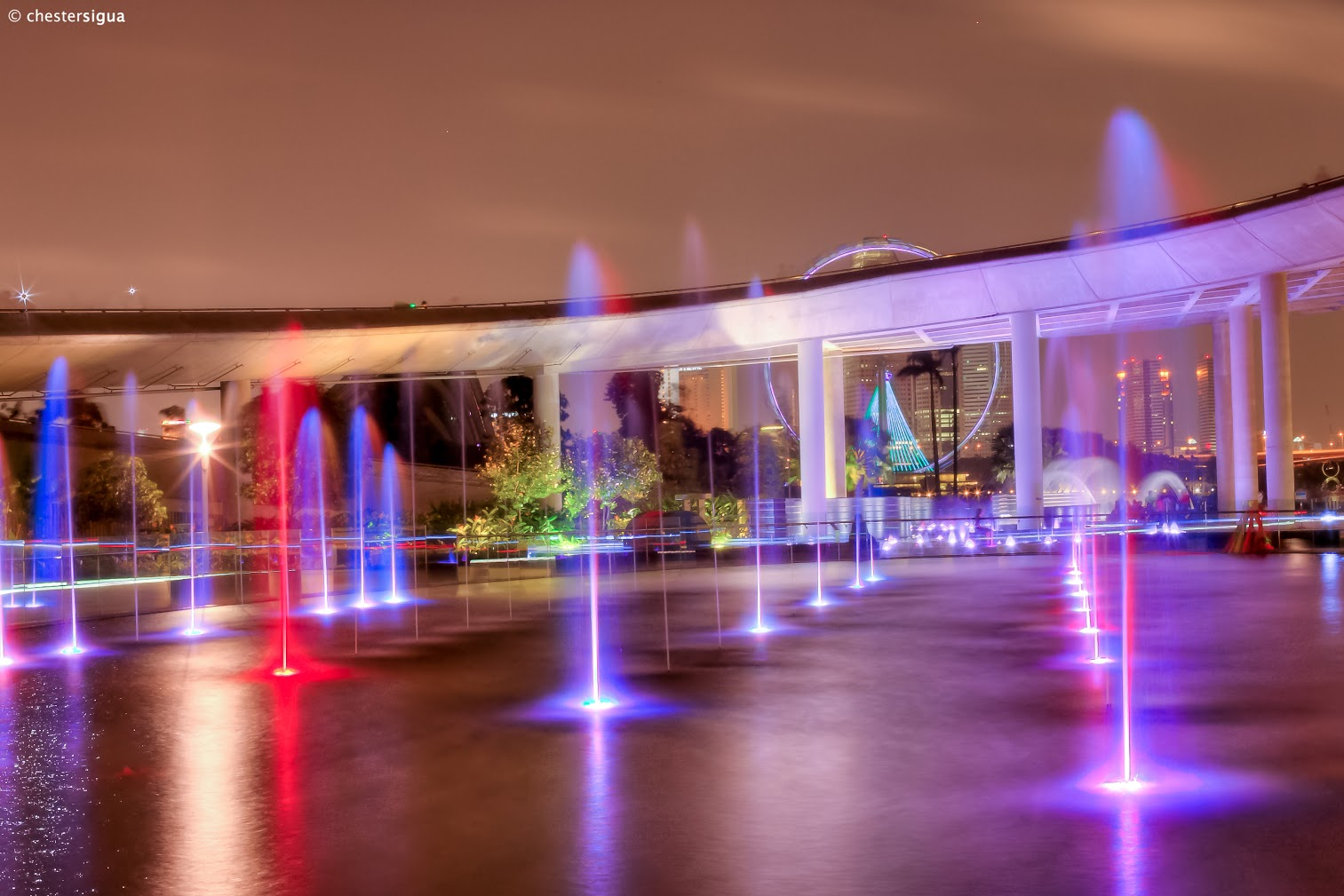
Fonts de la Marina Barrage a la nit
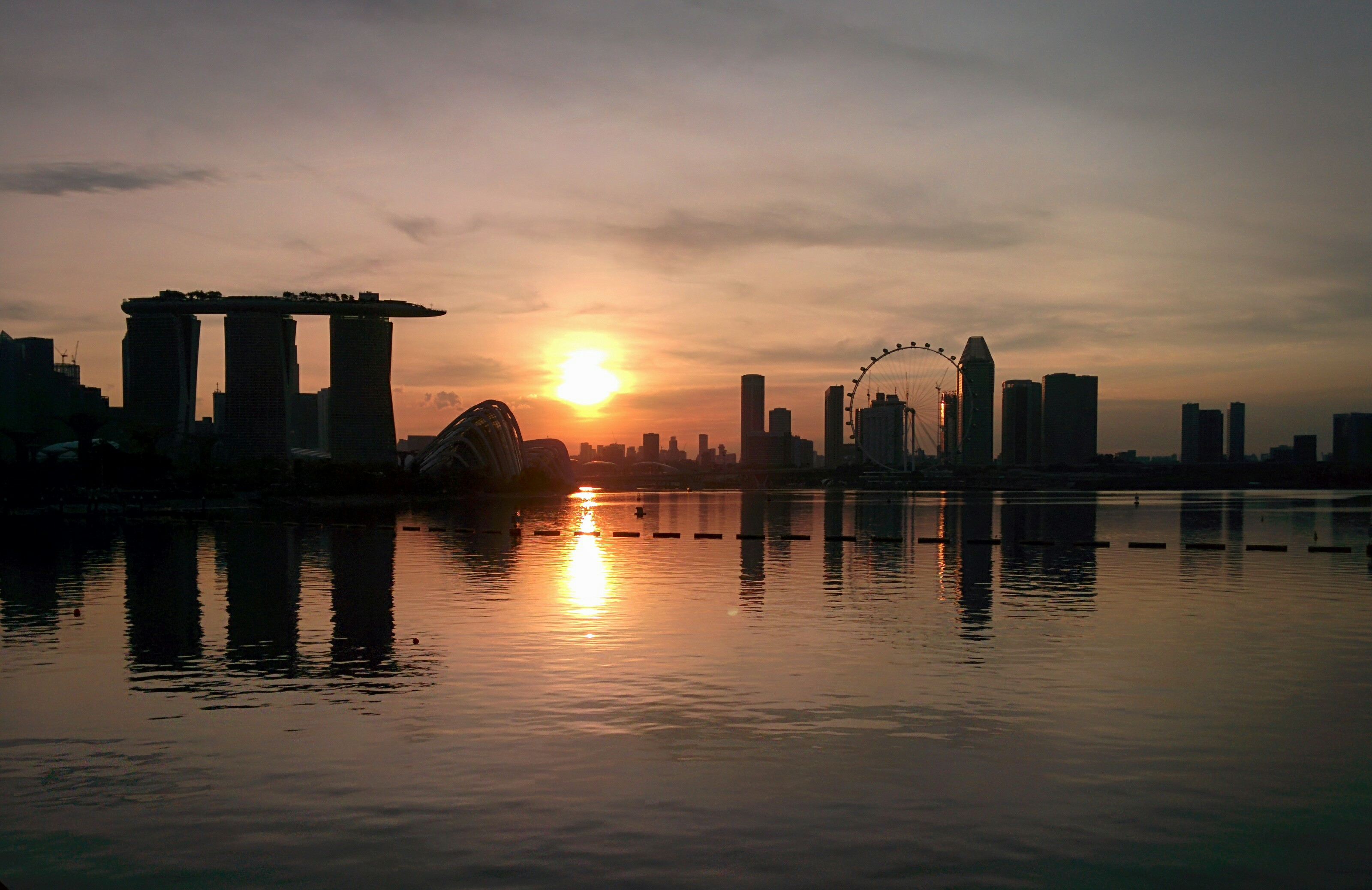
Posta de sol al districte central de Singapore des deMarina Barrage